# Dżubb al-Kadir
Dżubb al-Kadir (arab. جب القادر) – wieś w Syrii, w muhafazie Aleppo, w dystrykcie Manbidż. W 2004 roku liczyła 799 mieszkańców.